# Pococi FC
El Real Pococí es un equipo de fútbol de Costa Rica que juega en la Primera División de LINAFA, la tercera liga de fútbol más importante del país.

## Historia
Fue fundado en el año 2011 en la ciudad de Pococí de la Provincia de Limón con el nombre Lemusa FC, y más adelante pasó a llamarse Real Lemusa equipo que por varios años estuvo en la Primera División de LINAFA pero que no estaba en una buena situación económica. Su uniforme de local era igual al del Real Madrid CF y el de visitante al de España.
En el año 2013 el empresario local José Medrano Molina invirtió dinero en el club y cambió su nombre por el actual. El objetivo del empresario es de mostrar la capacidad del club como el segundo representante de la ciudad junto al Santos de Guapiles.
En tan solo una temporada en la Primera División de LINAFA consiguió el ascenso a la Segunda División de Costa Rica luego de vencer en la final a la Selección de Canoas de la Provincia de Alajuela.
En septiembre del 2014 el club cambia su nombre por el de Pococi FC.
Debuta el domingo 24 de agosto con una victoria de 2-1 sobre ADF Siquirres. En su primera participación en la Segunda División terminó en la séptima posición con 16 puntos.
Para el siguiente torneo, es decir el Clausura 2015 logra avanzar a la segunda fase al ubicarse de cuarto del grupo B con 28 puntos. No obstante queda eliminado en los cuartos de final a manos del Municipal Liberia con un global de 8-0 (4-0 en la ida y 4-0 en la vuelta).
En la temporada 2015-16, de la mano del técnico argentino Gustavo Martínez, regresa a LINAFA luego de perder la categoría en la última jornada del Torneo Clausura 2016 en una larga lucha con Cartagena sin embargo terminan ocupando la última posición con 23 puntos, uno menos que los pamperos.

## Palmarés
- Primera División de LINAFA: 1

2013/14

## Clubes Afiliados
- Santos de Guápiles (2013-)[2]